# Bandera de Riells i Viabrea
La bandera oficial de Riells i Viabrea té la següent descripció:
Bandera apaïsada, de proporcions dos d'alt per tres de llarg, dividida diagonalment en barra, en tres parts: els triangles superior i inferior de color verd fosc i la diagonal central, d'amplada 1/3 de la diagonal imaginària del drap, blanca.
Va ser aprovada el 15 d'octubre de 2001 i publicada al DOGC el 22 de novembre del mateix any amb el número 3519.